# Rozelieures
Rozelieures és un municipi francès situat al departament de Meurthe i Mosel·la i a la regió del Gran Est. L'any 2007 tenia 160 habitants.

## Demografia

### Població
El 2007 la població de fet de Rozelieures era de 160 persones. Hi havia 60 famílies, de les quals 12 eren unipersonals (12 dones vivint soles i 12 dones vivint soles), 16 parelles sense fills, 24 parelles amb fills i 8 famílies monoparentals amb fills.
La població ha evolucionat segons el següent gràfic:
Habitants censats

### Habitatges
El 2007 hi havia 67 habitatges, 58 eren l'habitatge principal de la família, 1 era una segona residència i 8 estaven desocupats. 65 eren cases i 2 eren apartaments. Dels 58 habitatges principals, 53 estaven ocupats pels seus propietaris, 4 estaven llogats i ocupats pels llogaters i 1 estava cedit a títol gratuït; 3 tenien tres cambres, 11 en tenien quatre i 44 en tenien cinc o més. 42 habitatges disposaven pel capbaix d'una plaça de pàrquing. A 19 habitatges hi havia un automòbil i a 33 n'hi havia dos o més.

### Piràmide de població
La piràmide de població per edats i sexe el 2009 era:
| Homes | Edats   | Dones |
| ----- | ------- | ----- |
| 0     | 95 o +  | 0     |
| 0     | 90 a 94 | 0     |
| 4     | 85 a 89 | 4     |
| 0     | 80 a 84 | 4     |
| 0     | 75 a 79 | 4     |
| 0     | 70 a 74 | 0     |
| 0     | 65 a 69 | 4     |
| 4     | 60 a 64 | 0     |
| 0     | 55 a 59 | 4     |
| 8     | 50 a 54 | 8     |
| 4     | 45 a 49 | 0     |
| 4     | 40 a 44 | 8     |
| 12    | 35 a 39 | 12    |
| 4     | 30 a 34 | 0     |
| 4     | 25 a 29 | 0     |
| 0     | 20 a 24 | 8     |
| 0     | 15 a 19 | 4     |
| 4     | 10 a 14 | 12    |
| 8     | 5 a 9   | 12    |
| 0     | 0 a 4   | 0     |

## Economia
El 2007 la població en edat de treballar era de 98 persones, 72 eren actives i 26 eren inactives. De les 72 persones actives 64 estaven ocupades (39 homes i 25 dones) i 8 estaven aturades (5 homes i 3 dones). De les 26 persones inactives 7 estaven jubilades, 7 estaven estudiant i 12 estaven classificades com a «altres inactius».

### Ingressos
El 2009 a Rozelieures hi havia 62 unitats fiscals que integraven 187 persones, la mediana anual d'ingressos fiscals per persona era de 16.037 €.

### Activitats econòmiques
Dels 9 establiments que hi havia el 2007, 2 eren d'empreses de construcció, 4 d'empreses de comerç i reparació d'automòbils, 1 d'una empresa de serveis i 2 d'empreses classificades com a «altres activitats de serveis».
L'any 2000 a Rozelieures hi havia 10 explotacions agrícoles.

## Equipaments sanitaris i escolars
El 2009 hi havia una escola maternal integrada dins d'un grup escolar amb les comunes properes formant una escola dispersa.

## Poblacions més properes
El següent diagrama mostra les poblacions més properes.